# 1985-ös úszó-Európa-bajnokság
Az 1985-ös úszó-Európa-bajnokságot Szófiában, Bulgáriában rendezték augusztus 4. és augusztus 11. között. Az Eb-n 39 versenyszámot rendeztek. 30-at úszásban, 4-et műugrásban, 3-at szinkronúszásban és 2-t vízilabdában. Először rendeztek női vízilabdatornát, amelyet nem Szófiában, hanem a norvégiai Oslóban tartottak.

## Éremtáblázat
(A táblázatban Magyarország és a rendező nemzet eltérő háttérszínnel kiemelve.)
| Helyezés | Nemzet         | Arany | Ezüst | Bronz | Összesen |
| 1.       | NDK            | 17    | 17    | 6     | 40       |
| 2.       | Szovjetunió    | 7     | 4     | 6     | 17       |
| 3.       | NSZK           | 6     | 4     | 7     | 17       |
| 4.       | Nagy-Britannia | 2     | 3     | 1     | 6        |
| 5.       | Franciaország  | 2     | 2     | 0     | 4        |
| 6.       | Magyarország   | 2     | 1     | 0     | 3        |
| 7.       | Bulgária       | 1     | 2     | 4     | 7        |
| 8.       | Hollandia      | 1     | 1     | 6     | 8        |
| 9.       | Ausztria       | 1     | 0     | 1     | 2        |
| 10.      | Svédország     | 0     | 1     | 3     | 4        |
| 11.      | Csehszlovákia  | 0     | 1     | 1     | 2        |
| 12.      | Dánia          | 0     | 1     | 0     | 1        |
| 12.      | Portugália     | 0     | 1     | 0     | 1        |
| 12.      | Jugoszlávia    | 0     | 1     | 0     | 1        |
| 15.      | Olaszország    | 0     | 0     | 2     | 2        |
| 15.      | Svájc          | 0     | 0     | 2     | 2        |
| Összesen | Összesen       | 39    | 39    | 39    | 117      |

## Érmesek

### Úszás

#### Férfi
| Versenyszám               | Arany                                                                     | Arany    | Ezüst                                                                           | Ezüst    | Bronz                                                                                | Bronz    |
| ------------------------- | ------------------------------------------------------------------------- | -------- | ------------------------------------------------------------------------------- | -------- | ------------------------------------------------------------------------------------ | -------- |
| 100 m-es gyorsúszás       | Stéphan Caron · Franciaország                                             | 50,20    | Jörg Woithe · NDK                                                               | 50,38    | Stefan Volery · Svájc                                                                | 50,70    |
| 200 m-es gyorsúszás       | Michael Groß · NSZK                                                       | 1:47,95  | Sven Lodziewski · NDK                                                           | 1:49,99  | Tommy Werner · Svédország                                                            | 1:50,04  |
| 400 m-es gyorsúszás       | Uwe Daßler · NDK                                                          | 3:51,52  | Sven Lodziewski · NDK                                                           | 3:51,54  | Rainer Henkel · NSZK                                                                 | 3:51,79  |
| 1500 m-es gyorsúszás      | Uwe Daßler · NDK                                                          | 15:08,56 | Rainer Henkel · NSZK                                                            | 15:10,34 | Stefan Pfeiffer · NSZK                                                               | 15:20,67 |
|                           |                                                                           |          |                                                                                 |          |                                                                                      |          |
| 100 m-es hátúszás         | Igor Poljanszkij · Szovjetunió                                            | 55,24    | Dirk Richter · NDK                                                              | 56,02    | Szergej Zabolotnov · Szovjetunió                                                     | 56,88    |
| 200 m-es hátúszás         | Igor Poljanszkij · Szovjetunió                                            | 1:58,50  | Szergej Zabolotnov · Szovjetunió                                                | 2:01,88  | Frank Baltrusch · NDK                                                                | 2:02,57  |
|                           |                                                                           |          |                                                                                 |          |                                                                                      |          |
| 100 m-es mellúszás        | Adrian Moorhouse · Nagy-Britannia                                         | 1:02,99  | Rolf Beab · NSZK                                                                | 1:03,38  | Dmitrij Volkov · Szovjetunió                                                         | 1:03,59  |
| 200 m-es mellúszás        | Dmitrij Volkov · Szovjetunió                                              | 2:19,53  | Alexandre Yokochi · Portugália                                                  | 2:19,63  | Étienne Dagon · Svájc                                                                | 2:19,69  |
|                           |                                                                           |          |                                                                                 |          |                                                                                      |          |
| 100 m-es pillangóúszás    | Michael Groß · NSZK                                                       | 54,02    | Andy Jameson · Nagy-Britannia                                                   | 54,30    | Marcel Gery · Csehszlovákia                                                          | 54,86    |
| 200 m-es pillangóúszás    | Michael Groß · NSZK                                                       | 1:56,65  | Benny Nielsen · Dánia                                                           | 1:58,80  | Frank Drost · Hollandia                                                              | 2:00,16  |
|                           |                                                                           |          |                                                                                 |          |                                                                                      |          |
| 200 m-es vegyesúszás      | Darnyi Tamás · Magyarország                                               | 2:03,23  | Josef Hladký · Csehszlovákia                                                    | 2:04,13  | Peter Bermel · NSZK                                                                  | 2:04,47  |
| 400 m-es vegyesúszás      | Darnyi Tamás · Magyarország                                               | 4:20,70  | Vagyim Jaroscsuk · Szovjetunió                                                  | 4:21,54  | Raik Hannemann · NDK                                                                 | 4:26,33  |
|                           |                                                                           |          |                                                                                 |          |                                                                                      |          |
| 4 × 100 m-es gyorsváltó   | NSZK · Alexander Schowtka · Thomas Fahrner · Dirk Korthals · Michael Groß | 3:22,18  | NDK · Dirk Richter · Sven Lodziewski · Lars Hinneburg · Jörg Woithe             | 3:22,32  | Svédország · Tommy Werner · Michael Söderlund · Bengt Baron · Per Johansson          | 3:22,41  |
| 4 × 200 m-es gyorsváltó   | NSZK · Alexander Schowtka · Michael Groß · André Schadt · Thomas Fahrner  | 7:19,23  | Svédország · Anders Holmertz · Per Johansson · Michael Söderlund · Tommy Werner | 7:25,69  | Hollandia · Edsard Schlingemann · Hans Kroes · Patrick Dybiona · Frank Drost         | 7:32,82  |
| 4 × 100 m-es vegyes váltó | NSZK · Thomas Lebherz · Rolf Beab · Michael Groß · Alexander Schowtka     | 3:43,59  | NDK · Dirk Richter · Ingo Grzywolz · Thomas Dressler · Jörg Woithe              | 3:45,35  | Olaszország · Mauro Marini · Gianni Minervini · Fabrizio Rampazzi · Andrea Ceccarini | 3:46,09  |

#### Női
| Versenyszám               | Arany                                                                      | Arany   | Ezüst                                                                                           | Ezüst   | Bronz                                                                                     | Bronz   |
| ------------------------- | -------------------------------------------------------------------------- | ------- | ----------------------------------------------------------------------------------------------- | ------- | ----------------------------------------------------------------------------------------- | ------- |
| 100 m-es gyorsúszás       | Heike Friedrich · NDK                                                      | 55,71   | Manuela Stellmach · NDK                                                                         | 55,77   | Conny van Bentum · Hollandia                                                              | 56,33   |
| 200 m-es gyorsúszás       | Heike Friedrich · NDK                                                      | 1:59,55 | Manuela Stellmach · NDK                                                                         | 1:59,88 | Vania Argirova · Bulgária                                                                 | 2:02,62 |
| 400 m-es gyorsúszás       | Astrid Strauss · NDK                                                       | 4:09,22 | Anke Möhring · NDK                                                                              | 4:10,55 | Jelena Gyengyeberova · Szovjetunió                                                        | 4:14,44 |
| 800 m-es gyorsúszás       | Astrid Strauss · NDK                                                       | 8:32,45 | Sarah Hardcastle · Nagy-Britannia                                                               | 8:32,57 | Anke Möhring · NDK                                                                        | 8:40,82 |
|                           |                                                                            |         |                                                                                                 |         |                                                                                           |         |
| 100 m-es hátúszás         | Birte Weigang · NDK                                                        | 1:02,16 | Kathrin Zimmermann · NDK                                                                        | 1:02,60 | Natalja Sibajeva · Szovjetunió                                                            | 1:03,12 |
| 200 m-es hátúszás         | Cornelia Sirch · NDK                                                       | 2:10,89 | Kathrin Zimmermann · NDK                                                                        | 2:12,43 | Jolanda de Rover · Hollandia                                                              | 2:15,06 |
|                           |                                                                            |         |                                                                                                 |         |                                                                                           |         |
| 100 m-es mellúszás        | Sylvia Gerasch · NDK                                                       | 1:08,62 | Silke Hörner · NDK                                                                              | 1:08,95 | Tanya Bogomilova · Bulgária                                                               | 1:09,46 |
| 200 m-es mellúszás        | Tanya Bogomilova · Bulgária                                                | 2:28,57 | Sylvia Gerasch · NDK                                                                            | 2:29,02 | Silke Hörner · NDK                                                                        | 2:29,82 |
|                           |                                                                            |         |                                                                                                 |         |                                                                                           |         |
| 100 m-es pillangóúszás    | Kornelia Gressler · NDK                                                    | 59,46   | Birte Weigang · NDK                                                                             | 1:00,45 | Tatyjana Kurnyikova · Szovjetunió                                                         | 1:01,73 |
| 200 m-es pillangóúszás    | Jacqueline Alex · NDK                                                      | 2:11,78 | Kornelia Gressler · NDK                                                                         | 2:11,87 | Petra Zindler · NSZK                                                                      | 2:14,62 |
|                           |                                                                            |         |                                                                                                 |         |                                                                                           |         |
| 200 m-es vegyesúszás      | Kathleen Nord · NDK                                                        | 2:16,07 | Sonia Blagoeva · Bulgária                                                                       | 2:17,35 | Susanne Börnike · NDK                                                                     | 2:17,96 |
| 400 m-es vegyesúszás      | Kathleen Nord · NDK                                                        | 4:47,08 | Cornelia Sirch · NDK                                                                            | 4:48,73 | Sonia Blagoeva · Bulgária                                                                 | 4:50,69 |
|                           |                                                                            |         |                                                                                                 |         |                                                                                           |         |
| 4 × 100 m-es gyorsváltó   | NDK · Astrid Strauss · Karen König · Manuela Stellmach · Heike Friedrich   | 3:44,48 | Németország · Iris Zscherpe · Susanne Schuster · Christiane Pielke · Karin Seick                | 3:47,38 | Hollandia · Conny van Bentum · Ilse Oegama · Karin Brienesse · Annemarie Verstappen       | 3:48,59 |
| 4 × 200 m-es gyorsváltó   | NDK · Astrid Strauss · Karen König · Manuela Stellmach · Heike Friedrich   | 8:03,82 | Hollandia · Jolande van de Meer · Ilse Oegama · Mildred Muis · Conny van Bentum                 | 8:15,14 | Svédország · Suzanne Nilsson · Maria Kardum · Agneta Eriksson · Eva Nyberg                | 8:15,15 |
| 4 × 100 m-es vegyes váltó | NDK · Birte Weigang · Sylvia Gerasch · Kornelia Gressler · Heike Friedrich | 4:06,93 | Szovjetunió · Natalja Sibajeva · Szvetlana Kuzmina · Tatyjana Kurnyikova · Jelena Gyengyeberova | 4:11,32 | Bulgária · Bisztra Goszpodinova · Tanya Bogomilova · Radovesta Pironkova · Vania Argirova | 4:11,92 |

### Műugrás
Férfi
| Versenyszám         | Arany                         | Arany  | Ezüst                     | Ezüst  | Bronz                          | Bronz  |
| ------------------- | ----------------------------- | ------ | ------------------------- | ------ | ------------------------------ | ------ |
| 3 m-es műugrás      | Nyikolaj Drosin · Szovjetunió | 635,52 | Petar Georgiev · Bulgária | 604,98 | Dieter Dörr · NSZK             | 592,89 |
| 10 m-es toronyugrás | Thomas Knuths · NDK           | 581,46 | Albin Killat · NSZK       | 579,63 | Domenico Rinaldo · Olaszország | 561,30 |

Női
| Versenyszám         | Arany                                | Arany  | Ezüst                         | Ezüst  | Bronz                        | Bronz  |
| ------------------- | ------------------------------------ | ------ | ----------------------------- | ------ | ---------------------------- | ------ |
| 3 m-es műugrás      | Zsanna Zsirulnyikova · Szovjetunió   | 514,32 | Irina Szidorova · Szovjetunió | 476,70 | Brita Baldus · NDK           | 471,02 |
| 10 m-es toronyugrás | Anzsela Sztaszjulevics · Szovjetunió | 414,27 | Ramona Pätow-Wenzel · NDK     | 400,62 | Alla Lobankina · Szovjetunió | 388,95 |

### Szinkronúszás
| Versenyszám | Arany                                            | Arany   | Ezüst                                           | Ezüst   | Bronz                                         | Bronz   |
| ----------- | ------------------------------------------------ | ------- | ----------------------------------------------- | ------- | --------------------------------------------- | ------- |
| Egyéni      | Carolyn Wilson · Nagy-Britannia                  | 184,634 | Muriel Hermine · Franciaország                  | 182,467 | Alexandra Worisch · Ausztria                  | 180,000 |
| Páros       | Ausztria · Eva-Maria Edinger · Alexandra Worisch | 180,642 | Franciaország · Muriel Hermine · Pascale Besson | 179,133 | Nagy-Britannia · Amanda Dodd · Carolyn Wilson | 177,767 |
| Csapat      | Franciaország                                    | 171,379 | Nagy-Britannia                                  | 170,192 | Hollandia                                     | 167,787 |

### Vízilabda
| Versenyszám | Arany       | Ezüst        | Bronz |
| ----------- | ----------- | ------------ | ----- |
| Férfi       | Szovjetunió | Jugoszlávia  | NSZK  |
| Női         | Hollandia   | Magyarország | NSZK  |